# Umm Salal Stadium
Umm Salal Stadium är en idrottsarena i Umm Salal Mohammed i Qatar strax nordväst om huvudstaden Doha. Stadion är byggd till världsmästerskapet i fotboll 2022. Stadion har en kapacitet på 45 120 åskådare.